# Toni Morrison
Toni Morrison (Chloe Anthony Wofford) (Lorain, Ohio, 1931. február 18. – New York, 2019. augusztus 5.) irodalmi Nobel-díjas író, szerkesztő és egyetemi tanár az Amerikai Egyesült Államokban. Regényei epikus témáiról, élettel teli párbeszédeiről és az afrikai-amerikai alakjainak gazdag és hiteles leírásairól híresek. Legismertebb regényei a The Bluest Eye (Nagyonkék), a Song of Solomon (Salamon ének) és a Beloved (A kedves).

## Élete
Toni Morrison az Ohio állambeli Lorain-ben született, munkáscsaládba. Gyerekként Morrison folyton olvasott. Kedvenc írói közé tartozott Jane Austen és Lev Tolsztoj. Morrison édesapja, George Wofford, rengeteg népmesét mondott lányának a feketék közösségéről (ez erőteljesen megmutatkozik később Morrison írásaiban).
1949-től Morrison a Howard Egyetem angol szakos bölcsész hallgatója lett. Itt kapta a "Toni" becenevet, mely középső nevéből jön (Anthony). 1953-ban sikeresen lediplomázott ám mester diplomáját már a Cornell Egyetemen szerezte meg 1955-ben. Ezután a Texas Southern Egyetemen (1955–57 között), majd a Howardon adott angol irodalmi órákat. Az Alpha Kappa Alpha leányszövetség tagjává vált.
1958-ban hozzáment Harold Morrisonhoz, akivel két közös gyermekük született (Harold és Slade), azonban 1964-ben elváltak. Ezután elköltözött New Yorkba és munkafüzeteket szerkesztett. Szerkesztőként sokat tett az afro-amerikai irodalom előmozdításáért.

## Írói karrierje
Morrison már a Howard Egyetemen elkezdett költeményeket írni, egy irodalmi csoport tagjaként. Az egyik összejövetelre egy novellával érkezett, amelyben a főhős arra vágyott, hogy neki is kék szeme legyen. Ebből született később a Nagyonkék (The Bluest Eye) (1970) című írás.

## Művei

### Regények
- Nagyonkék - Lázár Júlia fordítása (The Bluest Eye) (1970; ISBN 0-452-28706-5)
- Sula (1974; ISBN 1-4000-3343-8)
- Salamon-ének (Song of Solomon) (1977; ISBN 1-4000-3342-X)
- Tar Baby (1981; ISBN 1-4000-3344-6)
- A kedves (Beloved) (1987; ISBN 1-4000-3341-1)
- Dzsessz (Jazz) (1992; ISBN 1-4000-7621-8)
- A paradicsom (Paradise) (1999; ISBN 0-679-43374-0)
- Szerelem (Love) (2003; ISBN 0-375-40944-0)
- A Mercy (2008)
- Engedjétek hozzám - Elekes Dóra fordítása (God Help the Child)

### Gyermek irodalom (Slade Morrisonnal közösen)
- The Big Box (2002)
- The Book of Mean People (2002)
- Who's Got Game?: The Lion or the Mouse? (2003)
- Who's Got Game?: The Ant or the Grasshopper, (2003)
- Who's Got Game?: Poppy or the Snake?, (2004)
- Who's Got Game?: The Mirror or the Glass? (2007)

### Rövid történetek, novellák, kisregények
- "Recitatif" (1983)

### Drámák
- Dreaming Emmett

### Libretto (opera)
- Margaret Garner (először 2005 májusában mutatták be)

### Ismeretterjesztő irodalom
- The Black Book (1974)
- Birth of a Nation'hood (társszerkesztő) (1997)
- Playing in the Dark (1992)
- Remember:The Journey to School Integration (April 2004)

## Magyarul
- Salamon-ének; ford. Molnár Katalin; Magvető, Bp., 1986 (Világkönyvtár)
- Dzsessz; ford. Vághy László; Európa, Bp., 1993
- A Paradicsom; ford. E. Gábor Éva; Európa, Bp., 2000
- Nagyonkék; ford. Lázár Júlia; Novella, Bp., 2006
- A kedves; ford. M. Nagy Miklós; Novella, Bp., 2007
- Szerelem; ford. M. Nagy Miklós; Novella, Bp., 2007
- Könyörület; ford. Lukács Laura; Park, Bp., 2017

## Díjak és jelölések

### Díjai
- 1993 Irodalmi Nobel-díj
- 1988 Pulitzer-díj "Beloved""

### Jelölései
- 2008 Grammy-díj A legjobb gyerekeknek szóló mesealbumért ("Who's Got Game? The Ant or the Grasshopper? The Lion or the Mouse? Poppy or the Snake?)